# بنسالم جسوس
بنسالم جسوس (فاس 1919-12 يناير1991) سياسي مغربي

## حياته

### النشأة
بنسالم جسوس بن أبي بكر الفاسي نشأ في عائلة فاسية هاجر بعض أفرادها إلى مانشستر بغرض التجارة.

### الدراسة
تلقى تعليمه الأولي في الكتاب ثم تابع دراسته بثانوية مولاي ادريس بفاس ما بين 1934 و1942.

#### التكؤين الجامعي
سافر إلى فرنسا لمتابعة دراسته بكليتة الصيدلة بجامعة ستراسبورغ فتخرج منها صيدليا سنة 1947.

### العودة إلى الوطن
قام بفتح أول صيدلية عصرية يشرف علىها صيدلي مغربي بفاس.
ناضل من داخل حزب الاستقلال و انتخب سنة 1948 عصوا بالمجلس البلدي بفاس.
بعد نفي السلطان محمد بن يوسف اختطفته السلطات الفرنسية من دجنبر 1953 إلى غاية مايو 1954.

### بعد الاستقلال
تقلد ما بين 1956 و1960 عدة مناصب من بينها:
- رئيس اللجنة الإقتصادية بالمجلس الوطني الاستشاري
- عضو بمجلس التخطيط بصفته رئيس المجلس الوطني للصيدلة
- رئيس غرفة التجارة والصناعة لمدينة فاس
- مندوب الحكومة لدى شركة الطاقة الكهربائية ولدى شركة السكك الحديدية

عينه الملك محمد الخامس سنة 1961 عاملا على مدينة فاس.

### في عهد الملك الحسن الثاني
شغل عدة مناصب من بينها:
- عاملا على مدينة طنجة سنة 1962.
- وزير الأشغال العمومية في حكومة الحسن الثاني الثالثة خلفا لمحمد بنهيمة من 5 يناير إلى 13 نوفمبر 1963[1][2][3][4][5]
- سفير المغرب لدى البنلوكس والمجموعة الإقتصادية الأوروبية من 13 نوفمبر 1963 إلى أكتوبر 1972 خلفا لعبد القادر بنسليمان حيث قاد مفاوضات اتفاقية الشراكة مع هذه الأخيرة في الرباط يوم 31 مارس 1969
- وزير المالية في حكومة عصمان الأولي من 20 نوفمبر 1972 الى 25 أبريل 1974 خلفا لمصطفى فارس.[6][7][8][9]
- رئيس مدير عام للشركة الوطنية للإستثمار حتى سنة 1978
- رئيس الصندوق المهني المغربي للتقاعد من 1977
- رئيس الإتحاد العام لمقاولات المغرب من 1985 إلى 1988.

## وفاته
توفي يوم السبت 25 جمادى الثانية عام 1411ه الموافق ل 12 يناير 1991.